# Theodor Fontane
Theodor Fontane (tiếng Đức: [ˈtʰeːodoɐ̯ fɔnˈtaːnə]; 30 tháng 12 năm 1819 - 20 tháng 9 năm 1898) là một tiểu thuyết gia và nhà thơ người Đức, được nhiều người coi là tác giả văn học hiện thực tiếng Đức quan trọng nhất trong thế kỷ 19. Ông đã xuất bản cuốn tiểu thuyết đầu tiên của mình chỉ ở tuổi 58 sau khi làm nghề báo nhiều năm, và tác phẩm này đã giúp ông được biết đến nhiều nhất hiện nay,
Tiểu thuyết của Fontane được biết đến với cái nhìn phức tạp, thường hoài nghi về xã hội ở đế chế Đức; ông cho thấy các bộ phận xã hội và chính trị khác nhau trong các cuộc họp xã hội và đôi khi nảy sinh xung đột. Các điểm nổi bật khác trong tác phẩm của Fontane là các nhân vật nữ được mô tả có tính cách mạnh mẽ (như Effi Briest và Frau Jenny Treibel), khả năng mỉa mai nhẹ nhàng  và các cuộc trò chuyện sống động giữa các nhân vật.